# エルナンド (競走馬)
エルナンド (Hernando) とはフランス生産の競走馬、種牡馬である。1993年のジョッケクルブ賞（フランスダービー）優勝馬。種牡馬としてもヨーロッパを中心に多くの活躍馬を送り出している。
1歳年上の半兄にリュパン賞 (G1) など重賞2勝のヨハンクァッツ（Johhan Quatz：父Sadler's Wells）がいる。

## 経歴
20世紀を代表する競走馬生産者、馬主であったスタブロス・ニアルコス晩年の生産所有馬の1頭。1995年に死去した管理調教師のフランソワ・ブータンにとっては最後の活躍馬となった。
1993年3月に競走馬としてデビューを迎え、2戦目で初勝利。以後3連勝でジョッケクルブ賞の前哨戦・リュパン賞を前年の兄に続いて制すると、迎えたジョッケクルブ賞でも1番人気に応え、2着に2馬身半差を付けての優勝を果たした。アイルランドに渡って出走したアイリッシュダービーでは、エプソムダービー優勝馬コマンダーインチーフに僅差の2着。続いてニエル賞 (G2) を制し、10月に迎えた凱旋門賞では1番人気に推された。しかしアーバンシーから大きく離された16着と敗れている。
古馬となって以降はG1競走に優勝することはできなかったが、1994年の凱旋門賞で2着、引退レースとして出走した1995年のジャパンカップで3着など中長距離戦線で世界的に活躍した。
競走馬引退後はイギリスのランウェイズスタッドで種牡馬となり、初年度産駒からジョッケクルブ賞優勝馬のホールディングコート (Holding Court) を出し、同競走父子制覇を果たした。以後も5カ国で6つのG1競走に優勝したスラマニ (Slamani) などを送り出したほか、ヨーロッパのみならずアメリカでも多くの重賞優勝馬を輩出した。
2011年の種付けシーズン後に種牡馬を引退。ランウェイズスタッドで余生を送り、2013年2月22日に心臓発作のため23歳で世を去った。

## 年度別競走成績
- 3歳-9戦5勝（ジョッケクルブ賞・G1、リュパン賞・G1、ニエル賞・G2、アイリッシュダービー・G1-2着）
- 4歳-5戦1勝（ゴントービロン賞・G3、凱旋門賞・G1-2着）
- 5歳-6戦1勝（ゴントービロン賞、ターフクラシック・G1-2着、ジャパンカップ・G1-3着）

## 主な産駒
※G1競走優勝産駒のみ記載。
- Slamani（1999年産、G1競走6勝を含む重賞7勝、詳細は同馬の項を参照）
- Holding Court（1997年産、ジョッケクルブ賞など重賞3勝）
- Casual Conquest（2005年産、タタソールズゴールドカップなど重賞2勝）
- Look Here（2005年産、エプソムオークス）
- Gitano Hernando（2006年産、グッドウッドステークス、シンガポール航空インターナショナルカップなど重賞3勝）
- Rainbow Peak（2006年産、ジョッキークラブ大賞）

## 血統表
| エルナンド(Hernando)の血統（ニジンスキー系 / Northern Dancer3×4=18.75%、Buck Passer4×4=12.50%（母内）、Native Dancer5×5=6.25%） | エルナンド(Hernando)の血統（ニジンスキー系 / Northern Dancer3×4=18.75%、Buck Passer4×4=12.50%（母内）、Native Dancer5×5=6.25%） | エルナンド(Hernando)の血統（ニジンスキー系 / Northern Dancer3×4=18.75%、Buck Passer4×4=12.50%（母内）、Native Dancer5×5=6.25%） | （血統表の出典）           | （血統表の出典） |
| 父 Niniski 1976 鹿毛 アメリカ                                                                                                   | 父の父Nijinsky 1967 鹿毛 カナダ                                                                                                 | Northern Dancer | Nearctic                   | Nearctic         |
| 父 Niniski 1976 鹿毛 アメリカ                                                                                                   | 父の父Nijinsky 1967 鹿毛 カナダ                                                                                                 | Northern Dancer | Natalma                    |                  |
| 父 Niniski 1976 鹿毛 アメリカ                                                                                                   | 父の父Nijinsky 1967 鹿毛 カナダ                                                                                                 | Flaming Page | Bull Page                  | Bull Page        |
| 父 Niniski 1976 鹿毛 アメリカ                                                                                                   | 父の父Nijinsky 1967 鹿毛 カナダ                                                                                                 | Flaming Page | Flaring Top                |                  |
| 父 Niniski 1976 鹿毛 アメリカ                                                                                                   | 父の母Virginia Hills 1971 鹿毛 アメリカ                                                                                         | Tom Rolfe | Ribot                      | Ribot            |
| 父 Niniski 1976 鹿毛 アメリカ                                                                                                   | 父の母Virginia Hills 1971 鹿毛 アメリカ                                                                                         | Tom Rolfe | Pocahontas                 |                  |
| 父 Niniski 1976 鹿毛 アメリカ                                                                                                   | 父の母Virginia Hills 1971 鹿毛 アメリカ                                                                                         | Ridin' Easy | Ridan                      | Ridan            |
| 父 Niniski 1976 鹿毛 アメリカ                                                                                                   | 父の母Virginia Hills 1971 鹿毛 アメリカ                                                                                         | Ridin' Easy | Easy Eight                 |                  |
| 母 Whakilyric 1984 鹿毛 アメリカ                                                                                                | 母の父Miswaki 1978 栗毛 アメリカ                                                                                                | Mr. Prospector | Raise a Native             | Raise a Native   |
| 母 Whakilyric 1984 鹿毛 アメリカ                                                                                                | 母の父Miswaki 1978 栗毛 アメリカ                                                                                                | Mr. Prospector | Gold Digger                |                  |
| 母 Whakilyric 1984 鹿毛 アメリカ                                                                                                | 母の父Miswaki 1978 栗毛 アメリカ                                                                                                | Hopespringseternal | Buckpasser                 | Buckpasser       |
| 母 Whakilyric 1984 鹿毛 アメリカ                                                                                                | 母の父Miswaki 1978 栗毛 アメリカ                                                                                                | Hopespringseternal | Rose Bower                 |                  |
| 母 Whakilyric 1984 鹿毛 アメリカ                                                                                                | 母の母*リリズム Lyrism 1979 鹿毛 アメリカ                                                                                       | Lyphard | Northern Dancer            | Northern Dancer  |
| 母 Whakilyric 1984 鹿毛 アメリカ                                                                                                | 母の母*リリズム Lyrism 1979 鹿毛 アメリカ                                                                                       | Lyphard | Goofed                     |                  |
| 母 Whakilyric 1984 鹿毛 アメリカ                                                                                                | 母の母*リリズム Lyrism 1979 鹿毛 アメリカ                                                                                       | Pass a Glance | Buckpasser                 | Buckpasser       |
| 母 Whakilyric 1984 鹿毛 アメリカ                                                                                                | 母の母*リリズム Lyrism 1979 鹿毛 アメリカ                                                                                       | Pass a Glance | Come Hither Look F-No.13-b |                  |

- 父ニニスキは1979年のアイリッシュセントレジャー優勝馬。競走馬・種牡馬としていずれも長距離競走で良績を残した。母は仏G3・カルバドス賞の優勝馬。祖母は錦岡牧場に輸入されているが、日本ではこれといった産駒は出せなかった。
- 半妹Wells Whisperの孫に2013年香港カップ勝ち馬のアキードモフィードがいる。